# 归顺州 (贞观)
归顺州，中国古代设置的州。
唐朝贞观二十二年（648年），将内附的契丹别帅析纥便部设置归顺州，属契丹松漠都督府弹汗州。天宝元年（742年），改称归化郡，乾元元年（758年）恢复称归顺州，领怀柔县（侨治今北京市顺义区，不是怀柔区），后简称顺州，为燕云十六州之一。
明朝洪武元年（1368年）十二月，改顺州为顺义县，隶属北平府（后顺天府）。 